# Sébastien Ricard
Pour les articles homonymes, voir Ricard (homonymie).
Sébastien Ricard (aussi connu sous le pseudonyme de Batlam), né le 25 mai 1972 à Québec, est un comédien, musicien et chanteur québécois. Il est membre de la compagnie Sibyllines et du groupe Loco Locass.

## Biographie

### Famille
Né le 25 mai 1972 à Québec, Sébastien Ricard est le fils du dramaturge et poète André Ricard et d'une mère torontoise d'origine irlandaise Mary Brennan, étudiante en littérature à l'Université Laval au cours des années 1960. Il est le père de Justine et Edmond Ricard qui sont tout à fait en accord avec les idées politiques de ce dernier.

### Cinéma
En 2009, il interprète André Fortin dans le film Dédé, à travers les brumes.
En 2020, il interprète le frère Jean dans Le Club Vinland.
En 2024, il interprète Jean dans Hôtel Silence par Léa Pool.

### Théâtre
Fraîchement sorti de l'École nationale de théâtre du Canada en 1998, Ricard obtient un rôle dans la pièce de Claude Gauvreau Les Oranges sont vertes que le Théâtre du Nouveau Monde décide de reprendre après l'avoir montée en 1972 pour célébrer le 50e anniversaire du Refus global dont Gauvreau était un des signataires.
Dans les années 2000, il rejoint la compagnie Sibyllines.
En 2009, il interprète le tambour-major dans Woyzeck.
En 2012, il interprète La nuit juste avant les forêts de Bernard-Marie Koltès.
En 2015, il interprète le duc de Gloucester dans Richard III au Théâtre du Nouveau Monde et au Centre national des Arts. Il obtient pour ce rôle le prix de la critique 2015-16.
En 2012, il interprète Mackie dans L'opéra de quat'sous.
Em 2023, il interprète Coriolan dans Rome.

### Musique
Au cégep, il fait la connaissance de Sébastien Fréchette avec qui il se lie d'amitié. Après avoir découvert la musique du rappeur français MC Solaar, les deux décident de former en 1995 le groupe Locos Loquaces dans lequel Ricard prend le nom de Batlam et Fréchette de Biz. En 1999, il s'associe au rappeur Chafiik (Mathieu Farhoud-Dionne) et le groupe devient Loco Locass.
Le groupe de musique sert de rassemblement pour les personnes qui aiment le rap, la langue et surtout : Le Québec. L'évidence du nationalisme qui berce dans toutes les chansons rend la discographie épique et unique. 

### Militantisme
Sébastien Ricard milite pour l'indépendance du Québec. Sa démarche politique met beaucoup l'accent sur la nation, la démocratisation et la prise de parole[pas clair]. Il co-organise Le Moulin à Paroles en 2009 et l'événement Nous ? au Monument-National en 2012. Ses idées politiques et son amour pour le Français fait de lui un vrai soldat pour la préservation du Québec, mais surtout de la langue. La langue qui, peu à peu, se désintègre dans la société québécoise. 
En 2010, il est nommé patriote de l'année par la Société nationale des Québécois et des Québécoises de la Capitale (SNQC).
A très grandement participé au mouvement contre le serment d’allégeance où il a tenu main forte à Paul St-Pierre Plamondon.

## Filmographie
| Année | Titre                             | Rôle                                | Notes                                                                                                |
| ----- | --------------------------------- | ----------------------------------- | --- |
| 2001  | 15 février 1839                   | Amable Daunais                      | |
| 2002  | Les invasions barbares            | Jérôme                              | |
| 2006  | Histoire de famille               | Chansonnier                         | |
| 2006  | De ma fenêtre sans maison         | Pierre                              | |
| 2009  | Dédé à travers les brumes         | André "Dédé" Fortin                 | Prix Jutra du meilleur acteur                                                                        |
| 2009  | Cinéma des aveugles               | Philémon                            | |
| 2012  | Avant que mon cœur bascule        | Ji-Guy                              | Nomination — Prix Jutra du meilleur acteur de soutien                                                |
| 2013  | La Cicatrice                      | Clément                             | |
| 2013  | Gabrielle                         | Raphaël                             | Film de Louise Archambault                                                                           |
| 2013  | Une jeune fille                   | Serge                               | |
| 2014  | Antoine et Marie                  | Antoine Girard                      | |
| 2015  | Chorus                            | Christophe                          | Film de François Delisle                                                                             |
| 2016  | Qu'en ce jour je meure            | Bastien                             | Film de Martin Rodolphe Villeneuve                                                                   |
| 2017  | Hochelaga, terre des âmes         | Léopold Lacroix                     | Film de François Girard                                                                              |
| 2018  | Pauvre Georges !                  | Carlo Gallucio                      | Film de Claire Devers                                                                                |
| 2018  | Mad Dog Labine                    | Guenille                            | Film de Renaud Lessard et Jonathan Beaulier-Cyr                                                      |
| 2019  | L'acrobate                        | Christophe                          | Film de Rodrigue Jean                                                                                |
| 2020  | Live Story, Chronique d'un couple | Alex                                | Film de Jean-Sébastien Lozeau                                                                        |
| 2020  | Le Club Vinland                   | Frère Jean                          | Film de Benoît Pilon Prix Gala Québec Cinéma de la meilleure interprétation masculine - premier rôle |
| 2021  | Au revoir le bonheur              | Business man                        | Film de Ken Scott                                                                                    |
| 2021  | Maria Chapdelaine                 | Samuel Chapdelaine                  | Film de Sébastien Pilote                                                                             |
| 2023  | Le Temps d'un été                 | François Riendeau                   | Film de Louise Archambault                                                                           |
| 2024  | Hôtel Silence                     | Jean                                | Film de Léa Pool                                                                                     |
| 2024  | Se fondre                         | adjoint de la cheffe des résistants | Film de Simon Lavoie                                                                                 |

| Année     |  | Titre                                 | Rôle                | Notes |
| --------- |  | ------------------------------------- | ------------------- | --- |
| 2002-2004 |  | Tabou                                 | Émile Vandelac      | Nomination — Prix Gémeaux du meilleur premier rôle masculin : dramatique                                           |
| 2004      |  | Fortier                               | René Frappier       | Épisode: L'homme qui mangeait ses mots Nomination — Prix Gémeaux du meilleur rôle de soutien masculin : dramatique |
| 2006      |  | Nos étés                              | André-Jules Belzile | |
| 2006-2008 |  | Les Hauts et les Bas de Sophie Paquin | Mathieu             | |
| 2012      |  | En thérapie                           | David               | |
| 2013      |  | 30 vies                               | Martin              | |
| 2015      |  | Le clan                               | Jean-François       | |
| 2017      |  | Olivier                               | Monsieur Surprenant | Nomination — Prix Gémeaux du meilleur rôle de soutien masculin : dramatique                                        |
| 2017-2018 |  | Les Simone                            | Éloi                | |
| 2019-     |  | Une autre histoire                    | Vincent Gagnon      | Nomination — Prix Gémeaux du meilleur premier rôle masculin : série dramatique annuelle                            |

## Théâtre
- 1998 : Les Oranges sont vertes de Claude Gauvreau, mise en scène de Lorraine Pintal, Théâtre du Nouveau Monde[4] : un révolutionnaire
- 2003 : Les Manuscrits du déluge de Michel Marc Bouchard, mise en scène de Barbara Nativi, Théâtre du Nouveau Monde[5] : Danny-l'enfant-seul
- 2021-2022 : Rêve et folie de Georg Trakl, mise en scène de Brigitte Haentjens, Sibyllines, Place des Arts, Théâtre français du CNA[6], Théâtre de Quat'Sous[7]

## Distinctions
Gala Québec Cinéma 2021 : Prix Meilleure Interprétation Masculine (Premier rôle) pour Le Club Vinland 